# David Bravo Bravo
David Eduardo Bravo Bravo (Junín, Provincia de Manabí, Ecuador, 29 de noviembre de 1963) es un exfutbolista y entrenador ecuatoriano que jugaba de centrocampista.

## Trayectoria

### Como futbolista
Se inició jugando en las canchas de Junín demostrando proeza para el fútbol, razón por lo que a la edad 13 años llegó a jugar en la selección de su cantón.
Después de tres temporadas se fue hacia Guayaquil ya que la Asociación del Fútbol del Guayas quería nuevos jugadores para ensayarlos y luego enrolarlos en clubes. Cuando tenía 18 años los dirigentes de Filanbanco compraron su pase deportivo llegando a disputar con aquel equipo los torneos de segunda y tercera categoría.
En 1990 se integró al Barcelona tras su buen desempeño en el Filanbanco. En ese mismo año fue subcampeón con los toreros de la Copa Libertadores. Tras estar seis temporadas con el equipo torero abandona el club para luego fichar por el Delfín dónde se retiró en 1997, disputando su último partido ante Macará.

### Como entrenador
En 2000 dirigió al Delfín cuando jugaba en la Serie B de Ecuador, logrando que ascienda a la Serie A del fútbol ecuatoriano. Posteriormente dirige al Manta. En el 2006 fue el entrenador de la categoría sub-19 de Delfín. En 2016 es designado como el director técnico de Toreros (filial del Barcelona).

## Clubes

### Como futbolista
| Club       | País    | Año         |
| ---------- | ------- | ----------- |
| Filanbanco | Ecuador | 1981 - 1989 |
| Barcelona  | Ecuador | 1990 - 1996 |
| Delfín     | Ecuador | 1997        |

## Palmarés

### Campeonatos internacionales
| Título                            | Club      | País    | Año  |
| --------------------------------- | --------- | ------- | ---- |
| Sucampeón de la Copa Libertadores | Barcelona | Ecuador | 1990 |